# Суордс
Суордс (на английски: Swords; на ирландски: Sord Cholm Cille) е град в Източна Ирландия. Разположен е в графство Фингал на графство Дъблин, провинция Ленстър. Главен административен център на графство Фингал. Намира се на 13 km северно от центъра на столицата Дъблин. Първите сведения за града датират от 560 г. В южната му част е международното летище на Дъблин. През последните 25 години на 20 век е отбелязал висок демографски ръст като през 2006 г. е вече сред първите десет града на Ирландия по броя на населението. Населението му е 33 998 жители от преброяването през 2006 г. 

## Побратимени градове
- Руси, Италия